# Monte Brentoni
Il monte Brentoni (2.548 m s.l.m.) è la montagna più alta del gruppo dei Brentoni nelle Alpi Carniche.

## Salita alla vetta
Si può salire sulla vetta partendo dal rifugio Tenente Fabbro o dalla baita Ciampigotto (1.783 m).